# Rosy Barsony

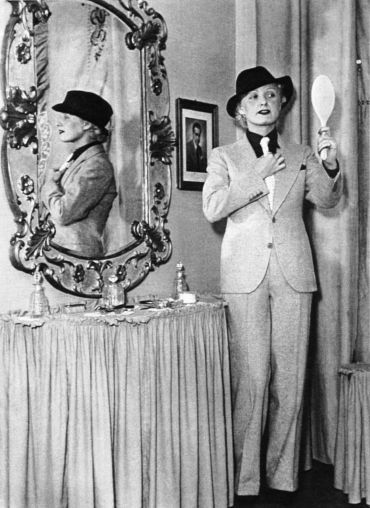
Rosy Barsony (1934)

Rosy Barsony (* 5. Juni 1909 in Budapest; gebürtig  Róza Sonnenschein, verh. Rozsy Schustek; † 23. März 1977 in Wien) war eine ungarische Schauspielerin, Sängerin und Tänzerin.

## Leben
Sie fiel bereits bei Kinderaufführungen in ihrer Heimatstadt auf und entwickelte sich zur gefeierten Soubrette in Revue- und Operettenaufführungen. 1931 kam sie nach Berlin und übernahm die Titelrolle in der Operette Viktoria und ihr Husar von Paul Abraham. Weitere Erfolge feierte sie in Abrahams Operetten Die Blume von Hawaii und Ball im Savoy. Zunehmenden Erfolg hatte sie auch als Filmschauspielerin.
Unmittelbar nach der Machtergreifung der Nationalsozialisten erhielt sie wegen ihrer jüdischen Herkunft eine Sondergenehmigung der UFA. Ab 1935 gab es diese Ausnahmeregelung nicht mehr, und Barsony musste Deutschland verlassen. Zusammen mit ihrem Ehemann und Bühnenpartner, dem Operettenbuffo Oscar Dénes unternahm sie Tourneen nach Rumänien, Italien, England und in die Vereinigten Staaten. In Wien und Budapest stand sie bis zum Anschluss Österreichs im Jahr 1938 häufig auf der Bühne oder vor der Kamera.
Die Kriegsjahre verbrachte die mit einem Auftrittsverbot belegte Barsony in Budapest, während Künstlerinnen wie Marika Rökk und Clara Tabody das von ihr und Franziska Gaal im deutschen und österreichischen Film geprägte Idealbild der temperamentvollen, tanzfreudigen Ungarin fortsetzten.
Nach Kriegsende trat sie zunächst am Savoy-Theater in Bukarest auf, ab 1948 lebte sie mit ihrem Ehemann in Wien und Italien. In Italien war sie im Rundfunk zu hören. Gelegentliche Auftritte führten sie unter anderem 1956 nach Wien, 1959 an das Stadttheater Klagenfurt und zu den Seefestspielen Mörbisch. Auch im Fernsehen war sie noch vereinzelt zu sehen. Einen ihrer letzten Erfolge hatte sie in der vom Fernsehen übertragenen Operette Mädi von Robert Stolz an der Seite von Johanna Matz.
Rosy Barsony wurde auf dem Döblinger Friedhof in Wien (Gruppe 18, Reihe 3, Nummer 12) bestattet. Seit 2020 wird das Grab ehrenhalber von der Stadt Wien betreut.

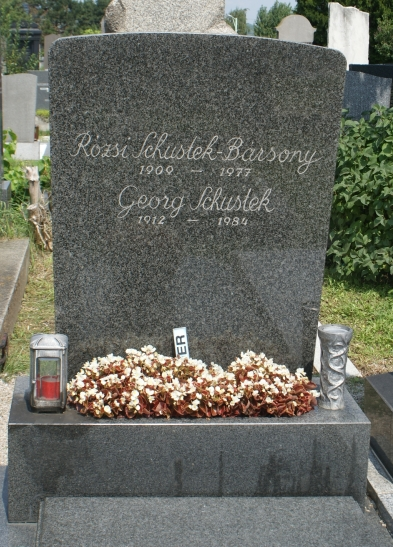
Grabstätte von Rosy Barsony

## Filmografie
- 1929: Mária növér
- 1932: Ein bißchen Liebe für Dich
- 1932: Ein toller Einfall
- 1932: Der alte Gauner (A vén gazember)
- 1933: …und es leuchtet die Puszta
- 1933: Liebe muß verstanden sein
- 1933: Walzerkrieg
- 1934: Salto in die Seligkeit
- 1934: Helyet az öregeknek
- 1934: Ende schlecht, alles gut
- 1935: Ball im Savoy
- 1935: Dschainah, das Mädchen aus dem Tanzhaus
- 1937: 3:1 a szerelem javára
- 1937: Viki
- 1938: Roxy und das Wunderteam
- 1938: A harapós férj
- 1953: Käpt’n Bay-Bay
- 1957: Scherben bringen Glück